# De Forbandede
De Forbandede er et dansk hardrock/psychrock-band fra Odense. Bandet blev dannet i 2015, og udgav de følgende år en række EP'er. I februar 2017 udkom den første fuldlængde LP, De Forbandede.
De Forbandede har blandt andet optrådt til Spot Festival og Gutter Island, samt sammen med bands som Baby Woodrose og Phil Campbell and the Bastard Sons.
I 2016 var De Forbandede blandt  DR KarriereKanonens 12 udvalgte. I 2017 blev bandet desuden nomineret til Odense Live Talentprisen

## Diskografi

### Albums
- 2017 De Forbandede
- 2017 Den Evige Nat

### EP'er
- 2015 Alt og Ingenting
- 2016 Evig Ild
- 2016 Forbandet Manifest
- 2018 De Forbandede / Måneskjold SPLIT

### Singler
- 2017 Befri Dig Selv
- 2018 Åbn Dine Øjne
- 2018 Kongen Klædt I Gult

### Kompilationer
- 2018 Hell Comes Around 3

### Andet
- 2019 Vinyltrolden (akkompagnement)

## Medlemmer
- Peter Østergaard Christensen (Guitar, sang)
- Nicolei Martin Aagaard Rasmussen (Bas)
- Michael Hansen Buur (Orgel)
- Ricky Christensen (Trommer)

## Eksterne Henvisninger
- Bandets hjemmeside Arkiveret 1. december 2017 hos  Wayback Machine
- Biografi på Discogs Arkiveret 1. december 2017 hos  Wayback Machine

| Musikgruppe | Spire Denne artikel om en dansk musikgruppe er en spire som bør udbygges. Du er velkommen til at hjælpe Wikipedia ved at udvide den. |